# Astragalus erivanensis
Astragalus erivanensis là một loài thực vật có hoa trong họ Đậu. Loài này được Bornm. & Woronow miêu tả khoa học đầu tiên.